# Ad-Dauha al-Dżadida
Ad-Dauha al-Dżadida (arab. الدوحة الجديدة, Ad-Dawḥah al-Jadīdah) – osada położona we wschodniej części Kataru, w prowincji Ad-Dauha.